# Karistos
Karistos (gr. Κάρυστος, staroż. Karystos) – miejscowość w Grecji, na wyspie Eubei, w administracji zdecentralizowanej Tesalia-Grecja Środkowa, w regionie Grecja Środkowa, w jednostce regionalnej Eubea. Siedziba gminy Karistos. W 2011 roku liczyła 5112 mieszkańców.
Port w Rafinie umożliwia połączenia promowe z Atenami, dzięki czemu miasto posiada bezpośrednie połączenie ze stolicą Grecji.
Miasto przeszło urbanizacje w XIX wieku, a plany jej przeprowadzenia wykonał bawarski architekt Bierbach.

## Atrakcje turystyczne
- Rekonstrukcja 13-wiecznej weneckiej fortecy, Bourtzi
- Ruiny weneckiego zamku zbudowanego w 1030 roku oraz kamieniołom marmuru
- Ratusz miejski zbudowany pod koniec XIX wieku
- Małe muzeum w którym znajdują się m.in. antyczne rzeźby
- Prawosławne klasztory położone blisko centrum miasta.
- Zatoka Cavo-Doro